# Жорж Лемен
Жорж Лемен (на френски: Georges Lemmen) е белгийски художник.

## Биография
Започва да рисува от съвсем ранна възраст, като първите му участия в изложби са, когато е едва на 9 години. Докато учи изкуство, е под влиянието на английските прерафаелити и на символистичната литература. По-късно е повлиян от Едгар Дега и Анри дьо Тулуз-Лотрек.
През 80-те години на XIX век се включва в авангардистките среди в Брюксел, като картините му са предимно неоимпресионистични. През 90-те години се занимава с приложни изкуства в стил ар нуво, по-късно се сближава с набизма.